# Mohamed El Makrini
Mohamed El Makrini (Utrecht, 6 luglio 1987) è un calciatore olandese, centrocampista del TEC VV.

## Carriera

### Club
El Makrini ha cominciato la carriera con la maglia del Den Bosch. Ha esordito in squadra nel corso del campionato 2005-2006 e vi ha militato per 6 stagioni.
Nel 2011, è stato ingaggiato dal Cambuur, sempre in Eerste Divisie. L'8 agosto è arrivato l'esordio in squadra, schierato titolare nella vittoria per 2-4 in casa dell'AGOVV.
Ha trovato il primo gol per il Cambuur il 14 dicembre 2012, nella vittoria per 3-2 sull'Excelsior. Alla fine di questa stessa stagione, il Cambuur ha centrato la promozione in Eredivisie.
Il 4 agosto 2013 ha pertanto esordito nella massima divisione olandese, sostituendo Paco van Moorsel nel pareggio casalingo a reti inviolate contro il NAC Breda. Il 23 novembre seguente ha trovato il primo gol in Eredivisie, nel 2-1 domestico sul N.E.C.
Nell'estate 2015, El Makrini si è trasferito ai danesi dell'Odense. Ha giocato la prima partita in Superligaen in data 19 luglio, schierato titolare nel 3-0 inflitto all'Hobro. Il 14 settembre ha realizzato il primo gol, nella partita persa per 4-2 contro l'Esbjerg.
Il 30 gennaio 2017, El Makrini ha fatto ritorno in patria: ha firmato infatti per i successivi due anni e mezzo col Roda JC, società all'epoca militante in Eredivisie. Il 5 febbraio è pertanto tornato a calcare i campi da calcio olandesi, in occasione della sconfitta per 0-2 arrivata in casa contro l'Ajax. Il 2 aprile ha trovato il primo gol, nella partita persa per 4-1 sul campo dell'ADO Den Haag. Al termine della stagione, il Roda JC è retrocesso in Eerste Divisie.
Il 9 luglio 2019, El Makrini è stato messo sotto contratto dagli scozzesi del Kilmarnock, con cui ha firmato un accordo annuale, con opzione per un'ulteriore stagione. Ha esordito in squadra l'11 luglio, in occasione dei turni preliminari di Europa League: ha sostituito Rory McKenzie nella vittoria per 1-2 sul campo dei Connah's Quay Nomads. Il 4 agosto ha giocato la prima gara in Scottish Premiership, nella sconfitta casalinga per 1-2 subita contro i Rangers. Il 14 settembre ha siglato la prima rete, nel 2-1 inflitto all'Hibernian.
Il 31 agosto 2020, El Makrini è stato ufficialmente ingaggiato dai norvegesi dello Start, a cui si è legato con un contratto valido fino al successivo 31 dicembre. Ha scelto di vestire la maglia numero 4. Il 12 maggio 2021 ha prolungato il contratto che lo legava al club, per due stagioni.
Il 10 gennaio 2022, El Makrini ha rescisso il contratto che lo legava allo Start.
Il 4 febbraio successivo è tornato quindi nei Paesi Bassi, accordandosi con il TEC VV.

## Statistiche

### Presenze e reti nei club
Statistiche aggiornate al 5 giugno 2022.
| Stagione          | Squadra           | Campionato        | Campionato | Campionato | Coppe nazionali | Coppe nazionali | Coppe nazionali | Coppe continentali | Coppe continentali | Coppe continentali | Altre coppe | Altre coppe | Altre coppe | Totale | Totale | Totale |
| Stagione          | Squadra           | Comp              | Pres       | Reti       | Comp            | Pres            | Reti            | Comp               | Pres               | Reti               | Comp        | Pres        | Reti        | Pres   | Reti   |        |
| ----------------- | ----------------- | ----------------- | ---------- | ---------- | --------------- | --------------- | --------------- | ------------------ | ------------------ | ------------------ | ----------- | ----------- | ----------- | ------ | ------ | ------ |
| 2005-2006         | Den Bosch         | 1D                | 5          | 0          | CO              | ?               | ?               | -                  | -                  | -                  | -           | -           | -           | 5+     | 0+     |        |
| 2006-2007         | Den Bosch         | 1D                | 4          | 1          | CO              | ?               | ?               | -                  | -                  | -                  | -           | -           | -           | 4+     | 1+     |        |
| 2007-2008         | Den Bosch         | 1D                | 22         | 1          | CO              | ?               | ?               | -                  | -                  | -                  | -           | -           | -           | 22+    | 1+     |        |
| 2008-2009         | Den Bosch         | 1D                | 28         | 6          | CO              | ?               | ?               | -                  | -                  | -                  | -           | -           | -           | 28+    | 6+     |        |
| 2009-2010         | Den Bosch         | 1D                | 25         | 0          | CO              | 0               | 0               | -                  | -                  | -                  | -           | -           | -           | 25     | 0      |        |
| 2010-2011         | Den Bosch         | 1D                | 13+4       | 0          | CO              | 1               | 0               | -                  | -                  | -                  | -           | -           | -           | 18     | 0      |        |
| Totale Den Bosch  | Totale Den Bosch  | Totale Den Bosch  | 97+4       | 8+0        |                 | 1+              | 0+              |                    | -                  | -                  |             | -           | -           | 102+   | 8+     |        |
| 2011-2012         | Cambuur           | 1D                | 30+4       | 0          | CO              | 1               | 0               | -                  | -                  | -                  | -           | -           | -           | 35     | 0      |        |
| 2012-2013         | Cambuur           | 1D                | 28         | 1          | CO              | 2               | 0               | -                  | -                  | -                  | -           | -           | -           | 30     | 1      |        |
| 2013-2014         | Cambuur           | ED                | 32         | 1          | CO              | 3               | 0               | -                  | -                  | -                  | -           | -           | -           | 35     | 1      |        |
| 2014-2015         | Cambuur           | ED                | 32         | 0          | CO              | 3               | 2               | -                  | -                  | -                  | -           | -           | -           | 35     | 2      |        |
| Totale Cambuur    | Totale Cambuur    | Totale Cambuur    | 122+4      | 2+0        |                 | 9               | 2               |                    | -                  | -                  |             | -           | -           | 135    | 4      |        |
| 2015-2016         | Odense            | SL                | 30         | 1          | CD              | 1               | 0               | -                  | -                  | -                  | -           | -           | -           | 31     | 1      |        |
| 2016-gen. 2017    | Odense            | SL                | 16         | 0          | CD              | 1               | 0               | -                  | -                  | -                  | -           | -           | -           | 17     | 0      |        |
| Totale Odense     | Totale Odense     | Totale Odense     | 46         | 1          |                 | 2               | 0               |                    | -                  | -                  |             | -           | -           | 48     | 1      |        |
| gen.-giu. 2017    | Roda JC           | ED                | 11+3       | 1+0        | CO              | -               | -               | -                  | -                  | -                  | -           | -           | -           | 14     | 1      |        |
| 2017-2018         | Roda JC           | 1D                | 25         | 0          | CO              | 3               | 0               | -                  | -                  | -                  | -           | -           | -           | 28     | 0      |        |
| 2018-2019         | Roda JC           | 1D                | 26         | 0          | CO              | 3               | 1               | -                  | -                  | -                  | -           | -           | -           | 29     | 1      |        |
| Totale Roda JC    | Totale Roda JC    | Totale Roda JC    | 62+3       | 1+0        |                 | 6               | 1               |                    | -                  | -                  |             | -           | -           | 71     | 2      |        |
| 2019-2020         | Kilmarnock        | PL                | 21         | 2          | CS+CdL          | 2+2             | 1+0             | UEL                | 2                  | 0                  | -           | -           | -           | 27     | 3      |        |
| ago. 2020         | Kilmarnock        | PL                | 0          | 0          | CS+CdL          | -               | -               | -                  | -                  | -                  | -           | -           | -           | 0      | 0      |        |
| Totale Kilmarnock | Totale Kilmarnock | Totale Kilmarnock | 21         | 2          |                 | 2+2             | 1+0             |                    | 2                  | 0                  |             | -           | -           | 27     | 3      |        |
| ago.-dic. 2020    | Start             | ES                | 10         | 1          | -               | -               | -               | -                  | -                  | -                  | -           | -           | -           | 10     | 1      |        |
| 2021              | Start             | 1D                | 12         | 0          | CN              | 2               | 0               | -                  | -                  | -                  | -           | -           | -           | 14     | 0      |        |
| Totale Start      | Totale Start      | Totale Start      | 22         | 1          |                 | 2               | 0               |                    | -                  | -                  |             | -           | -           | 24     | 1      |        |
| feb.-giu. 2022    | TEC VV            | 2K                | 19         | 0          | CO              | -               | -               | -                  | -                  | -                  | -           | -           | -           | 19     | 0      |        |
| Totale carriera   | Totale carriera   | Totale carriera   | ?          | ?          |                 | ?               | ?               |                    | -                  | -                  |             | -           | -           | ?      | ?      |        |

## Palmarès

### Club

#### Competizioni nazionali
- Eerste Divisie: 1

Cambuur: 2012-2013